# Gunnar Krohn
Gunnar Georg Krohn (11. marts 1914 i Stubbekøbing – 18. december 2005) var en dansk modernistisk arkitekt, der sammen med Eigil Hartvig Rasmussen stiftede tegnestuen Krohn & Hartvig Rasmussen (fra 1988 KHR arkitekter).
Hans forældre var blikkenslager, senere fabrikant Knud Valdemar Krohn og barneplejerske Ameta Marie Nørgaard Andersen. Han blev student fra Østersøgades Gymnasium 1933 og gik på Kunstakademiets Arkitektskole 1933-36 og 1939-40. Han vandt den lille guldmedalje 1941 (et Kongreshus i København). 
Krohn var ansat hos Edvard Thomsen og hos C.F. Møller i Århus 1939-46. Han havde egen tegnestue sammen med hustruen Bodil Krohn fra 1945 og var kompagnon med Eigil Hartvig Rasmussen fra 1946. Han deltog i Krohn & Hartvig Rasmussen med Knud Holscher m.fl. som medejere 1967-1980. Han var medlem af en række dommerkommitteer.
Han modtog Firenze-legatet 1940, Akademiets stipendium 1941; Zacharias Jacobsens Legat 1942, Gentofte Kommunes præmiering 1953 (eget hus, sammen med Bodil Krohn) og Bissens Præmie 1954 (sammen med Bodil Krohn). 
Han blev gift 1. gang 29. februar 1940 i København med arkitekt Bodil Merete Moltved (se Bodil Krohn) (12. februar 1915 i Skævinge – 26. januar 1979 i Herlev), datter af læge Johannes Georg Moltved og Ingeborg Julie Wiegandt. Ægteskabet blev opløst 1959, og han giftede sig 2. gang 2. april 1960 i Lyngby med fodterapeut Inge Margrethe Jensen (2. april 1921 i Århus), datter af murermester Jens Marius Andreas Jensen og Anna Margrethe Kjær.

## Værker
- Etageboligbebyggelse, Jens Baggesens Vej, Århus (1943-46, sammen med Edvard Thomsen og C.F. Møller)
- Rækkehuse ved Norges Plads, Århus (1945)
- Sallings Varehus, Århus (1947-49, sammen med C.F. Møller)

### Sammen med Eigil Hartvig Rasmussen
Se Krohn & Hartvig Rasmussen

### Publikationer
- "Om fabriksbyggeri i USA" i: Arkitekten Månedshæfte, 1949, 25-34.
- "Farver som sprog" i: Arkitekten Ugehæfte, 1950, 21.